# シーク (駆逐艦・2代)
|          | |
| 艦歴     | |
| 起工     | 1936年9月24日 |
| 進水     | 1937年12月17日 |
| 竣工     | |
| 就役     | 1938年10月12日 |
| 喪失     | 1942年9月14日戦没 |
| 除籍     | |
| 性能諸元 | |
| 排水量   | 基準：1,850 t |
| 全長     | 377 ft (114.9m) |
| 全幅     | 36 ft 6 in(11.3m) |
| 吃水     | 9 ft(2.7m) |
| 機関     | アドミラルティ式重油専焼三胴缶 3缶 パーソンズ式ギヤード・タービン 2基 2軸推進                                                                  |
| 最大出力 | 44,000shp (33,000 kW) |
| 最大速力 | 36 kt |
| 航続距離 | 15ノット/5,700nmi |
| 乗員     | 190名 |
| 兵装     | 45口径Mark XII 120mm連装砲 4基 40mm4連装ポンポン砲 1基 12.7mm Mark III 4連装機銃 2基 533mm 4連装魚雷発射管1基 爆雷20発(投射機2基、投下軌条1軌) |

シーク (HMS Sikh, F82) はイギリス海軍の駆逐艦。トライバル級。

## 艦歴
1936年9月24日起工。1937年12月17日進水。1938年10月12日就役。
1941年、ドイツ戦艦「ビスマルク」撃沈に至る戦闘に参加。「ビスマルク」沈没前の夜、「シーク」は4本の魚雷を発射し、1本を命中させたとしたが、実際には命中していない。
1941年12月、H部隊から地中海艦隊への転属のための駆逐艦「リージョン」、「マオリ」、「イサーク・スウェールズ」とともに地中海を航行中、北アフリカへの補給物資輸送中のイタリア軽巡洋艦「アルベルコ・ダ・バルビアーノ」と「アルベルト・ディ・ジュッサーノ」の迎撃に向かう。そして、これらの駆逐艦は12月13日のボン岬沖海戦で2隻のイタリア軽巡洋艦を沈めた。この海戦で「シーク」は「アルベルコ・ダ・バルビアーノ」に魚雷2本を命中させた。
1942年8月3日夜、ヤッファの西でイギリス空軍のウェリントンがドイツ潜水艦「U372」を発見。「シーク」と駆逐艦「ズールー」がその場へ向かって攻撃を行い、その後駆逐艦「テトコット」、「クルーム」も攻撃に加わった。「U372」は4日13時30分ごろに浮上し自沈した。
9月14日、「シーク」と「ズールー」はトブルクへコマンド部隊を上陸させ、更に沿岸へ接近して襲撃作戦を援護した（アグリーメント作戦）。しかし、作戦は港湾警備部隊の予想外の抵抗にあって予定通りには進まず、「シーク」は沿岸監視哨のサーチライト照射に捕捉され、沿岸砲台（8.8cm高射砲および152mm沿岸砲を配置）からの砲撃を受け、機関室に被弾、大破航行不能となった。僚艦の「ズールー」が煙幕を張って「シーク」をサーチライト照射と沿岸放題からの砲撃より保護し、「ズールー」も被弾しつつも曳航索による曳航を行って戦闘海域からの離脱を試みたが、「シーク」は沈没した。
「シーク」の乗員は「ズールー」に救助されて戦闘海域を離脱したが、9月14日の日昇後、「ズールー」もイタリア軍機の爆撃を受け航行不能となり、同日中に沈没した。「ズールー」に救助された乗組員は、同艦への爆撃による死傷者を出したものの、現場海域に救助に駆けつけた「クルーム」により「ズールー」乗組員と共に救助された。